# Hisingsparken
Hisingsparken (em português:  Parque de Hisingen) é um parque da cidade sueca de Gotemburgo, na província histórica da Västergötland.

Fica situado na ilha de Hisingen, tendo sido inaugurado na década de 1980.
Com uma área de 320 ha, é o maior parque de Gotemburgo, contendo vários tipos de natureza, com predominância de rochedos lisos (hällmark) e florestas de pinheiros. No seu interior, há vários terrenos alagados (våtmarksområden) e bastantes caminho e trilhos de caminhada e corrida. No lado Norte, está localizada uma ”quinta pedagógica”, e no lado Oeste, existem cabanas e pequenas hortas dos tempos livres.

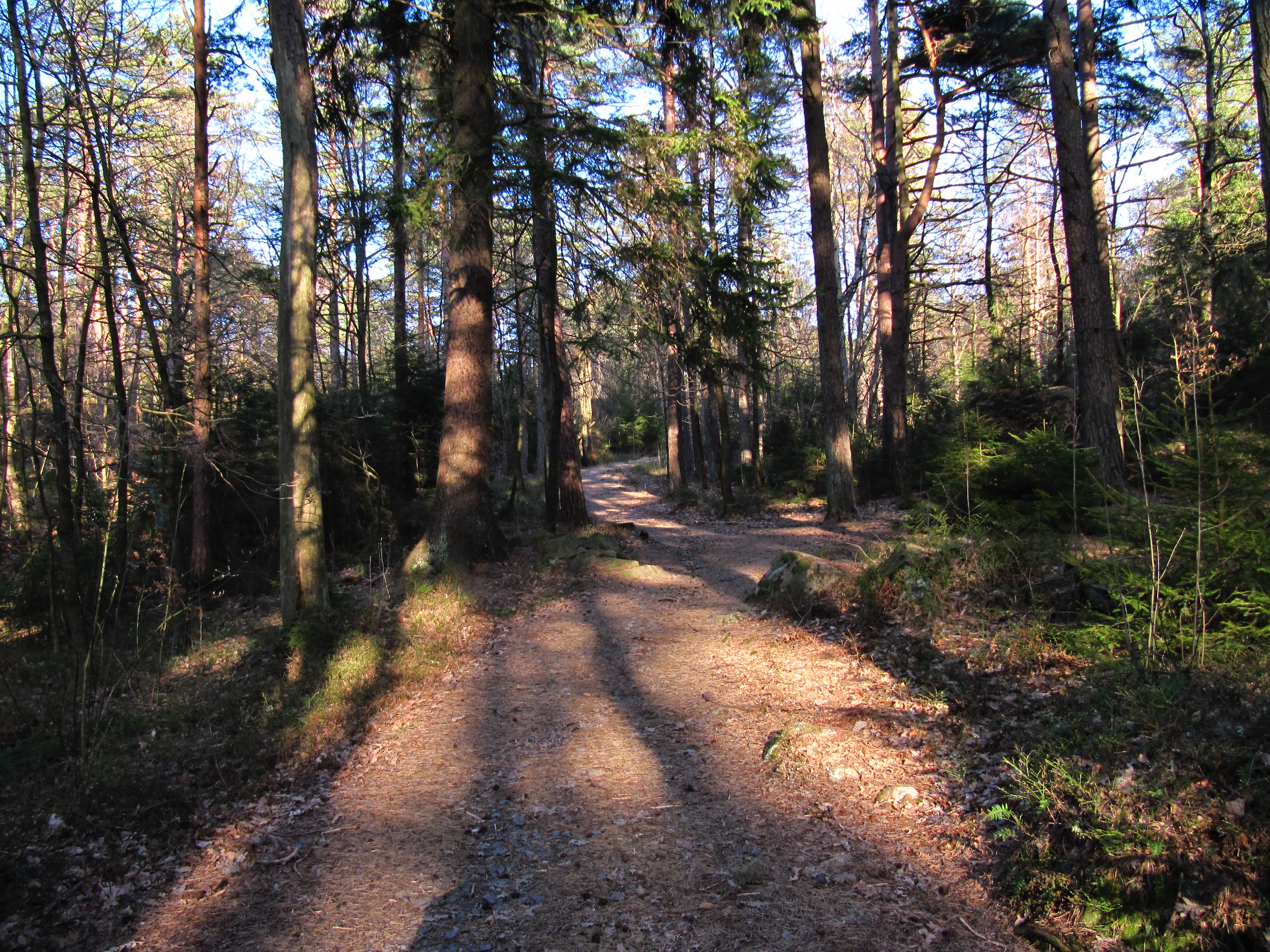
Caminho florestal
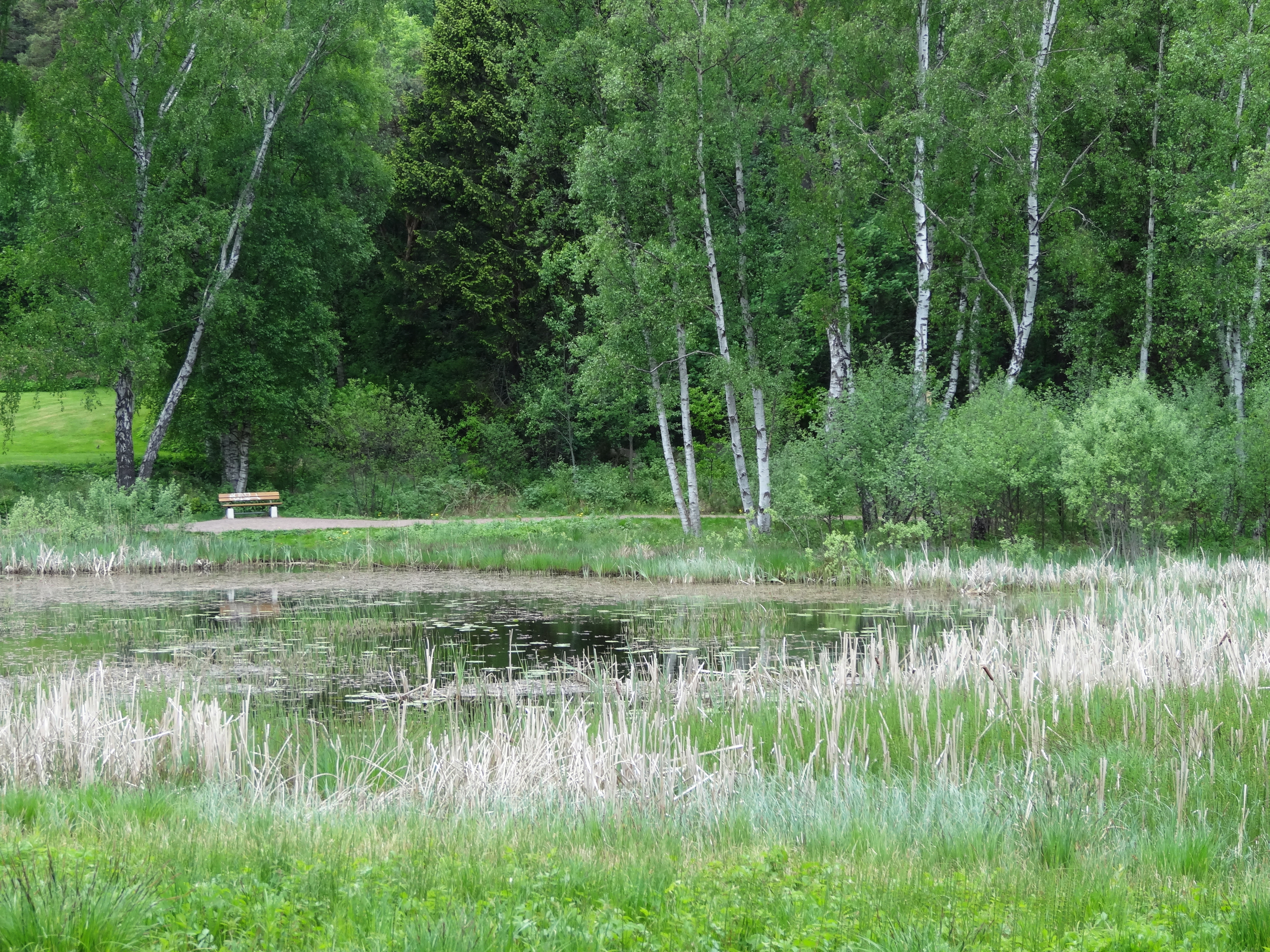
Terreno alagado
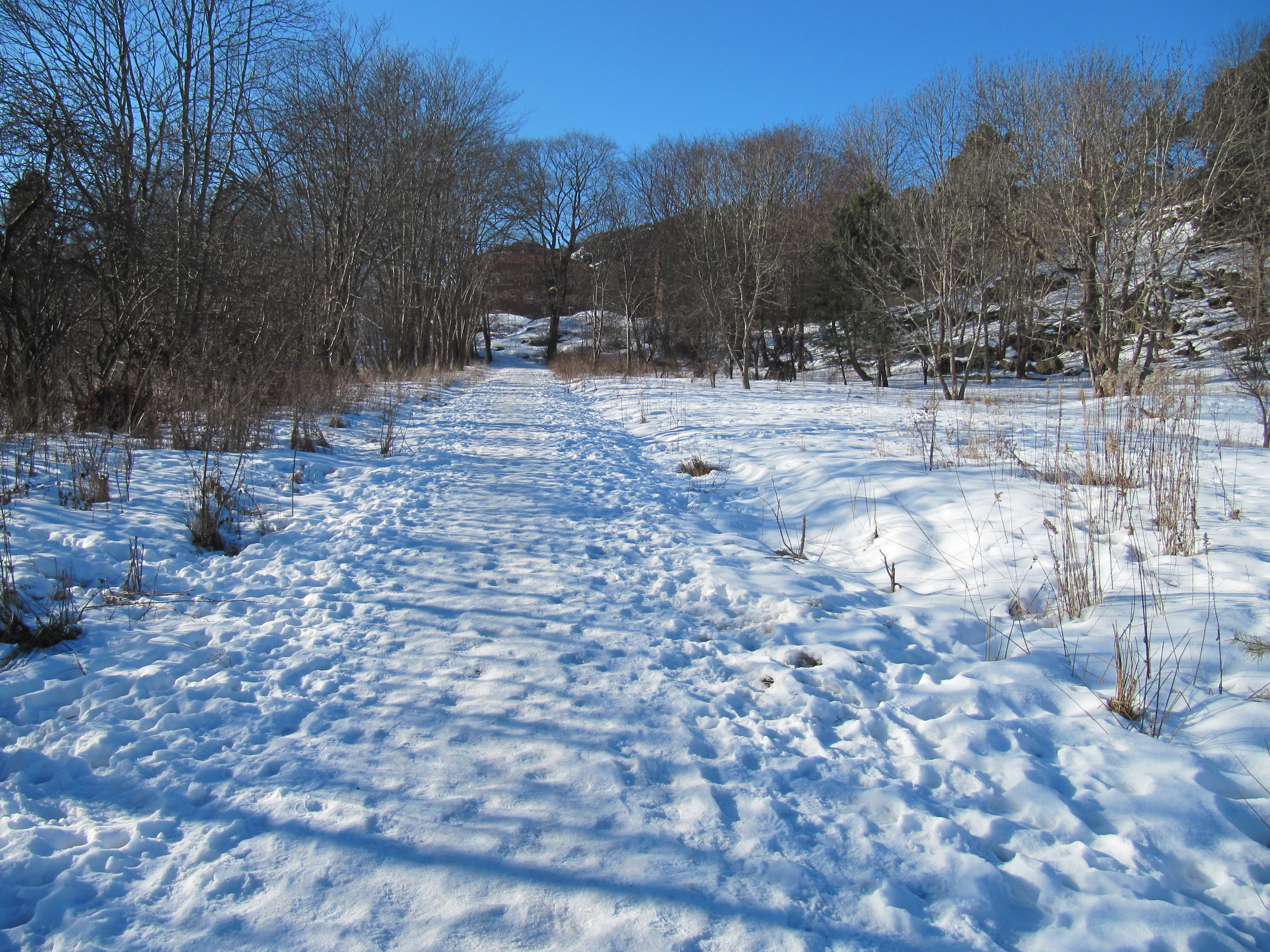
No inverno